# Ein Haus in der Toscana
Ein Haus in der Toscana ist der Titel einer ARD-Fernsehserie, die von den Erlebnissen der deutschen Familie Donner, bestehend aus Vater Julius (Stefan Wigger), Mutter Rosl (Renate Schroeter), Tochter Bea (Muriel Baumeister) und Sohn Markus (Oliver Clemens), aus Freising in ihrem Ferienhaus in der Toskana handelt.

## Allgemeines
Die Serie wurde im Auftrag der ARD-Sender SWF und SDR sowie des DRS von der TV 2000 produziert. Regie führte in allen Folgen Gabi Kubach nach den Drehbüchern von Sylvia Ulrich. Sendebeginn der Serie war am 2. Januar 1991, es wurden zwei Staffeln mit insgesamt 23 Folgen produziert, und schon 1989 wurde die erste Staffel gedreht. Die Serie wurde in den 1990er Jahren und auch nach 2000 mehrfach auf den Regionalprogrammen der ARD und im Vormittagsprogramm des Ersten wiederholt, zuletzt 2018. Der Titel wird in vielen Quellen fälschlich als Ein Haus in der Toskana angegeben.
Drehort in Deutschland ist unter anderem Freising, der Wohnsitz der Familie Donner (Autokennzeichen FS). Viele Szenen können aber nicht in Freising verortet werden. Ausnahmen sind das Dom-Gymnasium (Beas Schule) sowie der Torbogen bei der Auffahrt zum Domberg (Szene in Episode 10). Auch die Autobahnfahrt Neveos nach Freising ist authentisch.
Das Haus in der Toscana liegt rund zwei Kilometer westnordwestlich von Massa Marittima (Lage). In einigen Szenen ist Massa Maritima im Hintergrund sichtbar. Die Ortschaftsszenen der lokalen italienischen Community wurden in Caldana rund ums Dorflokal Tripoli gedreht.

## Episoden

### Staffel 1
- 1. Der Kauf
- 2. Dachschaden
- 3. Sonnenuntergänge
- 4. Die Quelle
- 5. Lache Bajazzo
- 6. Der Schatz der Etrusker
- 7. Die letzte Rose
- 8. Der wilde Mann
- 9. Halali
- 10. Frohes Fest

### Staffel 2
- 11. Der Runenmagier
- 12. Alarm-Sigi
- 13. Zefir
- 14. Eine geschäftliche Beziehung
- 15. Weinlese
- 16. Puschl
- 17. Freddie und Frieda
- 18. Mitgefangen – Mitgehangen
- 19. Feiertage
- 20. Nora
- 21. Das Verhängnis
- 22. Der Heiratsantrag
- 23. Die Hochzeit

## Auszeichnungen
- Goldene Kamera 1993 für Muriel Baumeister als Beste Nachwuchsspielerin

## DVD
2008 erschien eine Box mit sämtlichen Folgen der Serie auf sechs DVDs, die 2018 neu aufgelegt wurde.